# 鈴木幸恵
鈴木 幸恵（すずき ゆきえ、現：田口 幸恵、1966年5月15日 - ）は、日本の女性歌手。神奈川県相模原市出身。セイントフォーのメンバーとしてデビューし、2018年よりセイントフォーの再始動メンバーとしても活動。

## 来歴・人物
少女時代から沢田研二ファン。中学生時代はバレーボール部で主将。
1983年12月、『あいつとララバイ』の優等生のマミちゃん役で映画デビュー。
1984年11月、女性アイドルグループ・セイントフォーのリーダーとしてデビュー。もともとジュリーに憧れて歌手を目指した。リーダーとしての責任感も強く、メンバーの失敗などをすかさずフォローすることがよくあった。また、譜面が読めないメンバーには自ら歌ってリズムを教えることもしていた。その一方、ステージ以外ではおっとりとした少し天然系な性格でもあり、ラジオ番組『セイントフォーのみんな起きてる!?』では、引越しの際に彼女の衣類が全部なくなってしまったため「ギブミー服!」とファンに訴えたこともあった。
解散後の1988年、メンバーだった浜田範子（現：濱田のり子）と新ユニット・ピンクジャガーを結成。
1989年、ユニットは当時バックバンドを担当していたメンバーらと共にロックバンド・CHABACCO（チャバッコ）を結成しギター&コーラスを担当。この段階で、彼女はセンターポジションからサポートメンバーに変わる。
1990年、ベース担当の田口英穂との結婚を機に共にバンドを脱退。この約7年間、苦楽を共に芸能界で頑張ってきた濱田からは「最後までわがままなヤツだったなぁ〜」と涙でのお別れとなった。
1998年1月、新バンド・ヒューGAPのメンバーとして「chie&まーくん」（渋谷クロコダイル）でのライブに参加。
1999年1月、NANIWA FUNK'Sの大阪、京都、名古屋での結成ライブにゲストで参加。
その後は、ベーシストである夫のサポートおよびイベントやライブなどで音楽活動を続けている。
以降、週刊誌「女性自身」昭和のアイドル特集にて、現在結婚をし二児の母となっている報告があった。
2010年6月、元メンバーの濱田のり子と共に、同メンバーだった岩間沙織の舞台を観覧。その時の模様が岩間のブログに写真でアップされ、久々に現在の元気な姿が公開されファンの間で話題となった。
2011年4月、元メンバーの岩間と共に、同メンバーだった濱田がパーソナリティーを務めるラジオ番組にゲスト出演。
2013年3月17日、当時ボーカルレッスンと楽曲提供をした上田司のバースデーライブ（ケネディーハウス銀座）に、元メンバーの濱田、岩間と共に解散から26年振りの初ステージライブを行った。
2013年11月3日、東京・ケネディーハウス銀座にて濱田・岩間・鈴木の3人でのワンマン～復活ライブ!!～が正式決定した。
2013年9月、“復活ライブ!!”の記事として、週刊誌「FLASH」に登場。「空白の14年間は、一体何をしていたのか？」という質問に「地域のイベントや東京ディズニーランドのトゥモローランドでミッキーと一緒に歌を歌ったりと、一応歌手活動はしていました。」と語った。
2013年11月、「お願い!ランキングGOLD」（テレビ朝日）にて元メンバー濱田とともに登場！カメラの前で30年ぶりのパフォーマンスを披露した。
2015年4月、爆報! THE フライデー（TBS）では、介護タクシーをする岩間が紹介され、その際、他のメンバーの現在が紹介され、彼女の家族写真が公開された。
2015年12月、爆報!THEフライデー（TBS）にて久々のテレビ出演をした。
2016年7月、あいつ今何してる？（テレビ朝日）に出演。明大中野で同期だった少年隊・東山紀之のことを、当時好きだったという友人とは今でも交流があるとのこと。また東山とは、セイントフォーとしてデビューする前に映画「あいつとララバイ」で共演していた。番組内では、東山にセイントフォーのデビュー曲「不思議Ｔｏｋｙｏシンデレラ」を歌い捧げた。
2016年12月、ベーシストである夫の新バンド結成ライブにてR&Bなど数曲をゲストとして歌唱し、そのライブを見に行った元メンバーである濱田のり子と岩間沙織の本人たちのブログに掲載された。
2018年6月からは、元メンバーの濱田・岩間とともにセイントフォー として本格的に再始動している。
2019年3月10日、地域のイベントにてテラローザのギタリスト、今井芳嗣氏をサポートに迎えソロ歌唱を披露した。
同年9月22日、初の「鈴木幸恵ソロライブ2019～Beat de Night～」（ケネディーハウス銀座）を開催し、オリジナル曲「Always Again」を披露。また、セイントフォーのメンバーである濱田のり子がスペシャルゲストとして出演。以前ユニットを組んで活動したNON＆MEGとして歌唱し「PINK JAGUAR」としても、一夜限りで再結成を果たした。

## オリジナル曲
- Always again（作詞：鈴木幸恵 / 作曲：上田司）

## テレビ
- 2021年１月「クイズ脳ベルSHOW」（BSフジ/フジテレビ）- パネラー出演

## ラジオ
- 2020年11月4日 「松本もとよ・ビバ！フラメンコ」（ラジオフチューズ8.74㎒）ゲスト出演
- 2020年11月18日 「松本もとよ・ビバ！フラメンコ」（ラジオフチューズ8.74㎒）ゲスト出演

## ライブ
- 2019年9月22日 バースデーライブ2019「Beat de Night」（ケネディーハウス銀座）ゲスト出演：濱田のり子
- 2020年11月22日 生配信ライブ2020「Beat de Night　Vol.2」（ケネディーハウス銀座）
- 2021年12月４日 上田司追悼LIVE（ケネディーハウス銀座）-濱田のり子と共に参加

## 主演作品
※セイントフォーとしての活動歴は同項を参照のこと。

### 映画
- あいつとララバイ（1983年12月）優等生のマミちゃん：役

## 「ピンクジャガー」名羲（NON:浜田範子・MEG:鈴木幸恵）
シングル
- 待てないON THE BEAT（1988年2月1日、ポリドール）（テレビ朝日系「あぶない雑居カップル」挿入歌）C/W：夏の抜けがら
- DENGER ZONE（1988年6月25日、ポリドール）C/W：SATISFACTION

アルバム
- PINK JAGUAR I（1988年6月25日、ポリドール）

1. MISTY ANGEL
2. 待てないON THE BEAT
3. SUNSET STORY「冥王計画ゼオライマー」挿入歌
4. 夏の抜けがら
5. PRECIOUS BABY
6. SHOOT IT
7. DANGER ZONE
8. TRIGGER-引き金-
9. SATISFACTION
10. FLY AWAY

写真集
- REVOLUTION（1987年7月、リード社）

ビデオ
- ACTRESS VIDEO「REVOLUTION」（1987年7月、リード社）・サイパンライブ他収録

映画
- BU・SU（1987年10月、東宝東和配給）PINK JAGUAR名義出演